# Markus Hubrich
Markus Hubrich (ur. 5 lutego 1963) – nowozelandzki narciarz alpejski, olimpijczyk.
Uczestniczył w Zimowych Igrzyskach Olimpijskich 1984, podczas których był chorążym nowozelandzkiej drużyny. W tych zawodach wystartował w trzech konkurencjach – w slalomie gigancie, zjeździe i slalomie zajął odpowiednio 29., 35. i 14. miejsce.
Z igrzysk w Calgary wyeliminowała go kontuzja.
Brat Mattiasa Hubricha, również olimpijczyka.